# Teatro Martinetti
Il Teatro Martinetti è l'unico teatro presente nel comune di Garlasco, fondato nell'Ottocento e riaperto nel 2006.

## Storia
Risalgono al 1833 le prime notizie storiche ufficiali sul Teatro Sociale di Garlasco, il quale fu costruito, presumibilmente, pochi anni prima.
Anche questa struttura, così come accadde per la maggior parte degli edifici teatrali di molti centri italiani, fu edificato in un periodo di grande fortuna per i teatri d'opera. In diverse città, infatti, negli anni compresi tra la fine del Settecento e l'inizio dell'Ottocento, alcune famiglie nobili e borghesi si riunivano, dando vita a vere e proprie società di palchettisti. Questi, in cambio di un adeguato palco familiare ad uso perpetuo o di una ripartizione della proprietà degli stessi palchi del teatro, contribuivano alle spese di costruzione e manutenzione dell'edificio.
Anche il Teatro Martinetti rientrava nel genere societario sopra menzionato e, in particolare, fra le persone che componevano questo gruppo interessato alla realizzazione di un teatro in ambito garlaschese, figuravano anche Giuseppe Martinetti, di professione geometra, ed il figlio Cesare, ingegnere, che operò a propria volta per l'adeguamento funzionale del Teatro.
Questa prima struttura teatrale fu, infatti, sottoposta a progressivi lavori di miglioria e modifica fino alla seconda metà avanzata del 1800.
Nell'anno 1887 il Teatro venne acquistato dall'Amministrazione Comunale dell'epoca, e, da questo momento, anche la gestione delle attività venne promossa e decisa mediante atti deliberativi del Consiglio Comunale. Vi si tenevano prevalentemente concerti musicali, rappresentazioni operistiche e balli pubblici, ma anche spettacoli vari e persino di beneficenza.
Il 16 aprile 1908 risulta per la prima volta realizzata una rappresentazione con Cinematografo parlante. Contemporaneamente, prendeva avvio anche un filone operettistico che avrebbe avuto un grandissimo successo anche in futuro.
Attorno al 1920, il Teatro Sociale fu intitolato ufficialmente e definitivamente a Francesco Martinetti, figlio del sopra menzionato ingegner Cesare e di Maria Callerio, ritornato dall'Argentina per partecipare, con alto senso patriottico, al primo conflitto mondiale, ferito sul fronte di guerra e tragicamente deceduto in giovane età nell'ospedaletto da campo della città di Milano, nell'anno 1918.
L'attività del Teatro Martinetti si snodò con grande intensità e vivacità, per un pubblico competente, raffinato e molto esigente, ospitando prestigiosi protagonisti, come l'attore Gustavo Modena (1803-1861), il famoso baritono Arturo Pessina, garlaschese di origine (1858-1926) e, più tardi, negli anni '30, il celebre Erminio Macario con il diverso, moderno genere della rivista.
La fortunata attività artistica del Teatro Martinetti si protrasse fino alla fine degli anni Cinquanta, momento in cui iniziò il lento inesorabile abbandono della struttura.
Nuovi cinematografi e nuove modalità di divertimento fecero assumere al Teatro la sola funzione di sala da ballo. Fu questo il primo passo verso un malinconico oblio della struttura, dapprima destinata a sede di un partito politico e successivamente adibita a deposito di un noto mobilificio garlaschese.
Nei primi anni Sessanta l'immobile era considerato fatiscente ed inadeguato per le attuali attività di svago, tanto da ritenersi ormai prossima la sua demolizione.
Nel 1977, l'Amministrazione Comunale dell'epoca credette, invece, nella possibilità di recuperare il Teatro e, dopo averlo nuovamente acquistato in proprietà, procedette, all'inizio degli anni Ottanta, ad un primo intervento di ristrutturazione, successivamente rimasto sospeso e concluso solo in epoca recentissima.
L'inaugurazione ufficiale del Teatro Martinetti, ritornato all'antico prestigio e splendore a seguito dell'ultimazione dei lavori di restauro, è culminata nelle quattro serate, di vario genere artistico, svoltesi durante il corrente mese di maggio 2006.

## Struttura
Con ingresso principale in Via Santissima Trinità, presso la locale Biblioteca Civica ed il Centro socio-culturale e con ingresso retrostante affacciato sull'omonimo Vicolo del Teatro, il Martinetti è ubicato nel cuore del centro storico cittadino, a poche decine di metri dalla centrale Piazza Repubblica.
È un interessante esempio della tradizione imitativa di provincia dell'architettura dei grandi teatri d'opera ottocenteschi. Il suo interno, infatti, ricorda, in miniatura, il maggiore Teatro alla Scala di Milano.
La facciata di Via Santissima Trinità presenta, in simmetria, motivi classici architettonici d'ispirazione rinascimentale: trabeazione ai piani, scansioni di lesene, timpano centrale con interruzione della trabeazione ed inserimento di una finestra centrale ad arco a tutto sesto.
Al piano terreno, compaiono entrate laterali di dimensioni ridotte ai lati dell'ingresso centrale, dal quale si accede in un atrio avente pianta circolare, non particolarmente ampio, ma armonioso nelle forme e nell'altezza, dal soffitto delicatamente affrescato.
Sull'atrio prospettano alcuni passaggi che immettono direttamente alla platea ed alle scale laterali verso gli ordini superiori di palchetti e loggione. Nel medesimo spazio, ai lati della porta d'ingresso, si trovano due nicchie a tutto sesto.
All'interno, il Teatro risulta molto gradevole e ben proporzionato: sono giustamente dimensionati i palchetti con i relativi accessi. La visibilità del boccascena è perfetta quasi da qualsiasi punto.
Il palcoscenico, sufficientemente profondo in proporzione alla struttura teatrale, risulta allineato longitudinalmente con la platea.
Dietro al palcoscenico, su due piani fuori terra al di sopra di un locale di disimpegno e di servizio, si trovano una stanza di deposito delle attrezzature teatrali e ampi camerini per gli artisti.
La pavimentazione originale del Teatro è stata completamente rimossa e sostituita, essendosi danneggiata irrimediabilmente con il passare degli anni.
Anche le facciate dei palchetti, un tempo ingentilite da semplici e graziose decorazioni a tempera, sono state completamente ripulite e ridipinte con colori freddi ma raffinati, lontani da quelli tradizionali, valorizzati dai recenti arredi e tendaggi dai colori pastosi in tonalità ruggine e da un rinnovato sistema di illuminazione caldo ed ovattato.
I più recenti lavori di restauro hanno previsto anche la copertura della buca dell'orchestra, ai piedi del palcoscenico, sia per motivi di sicurezza che per consentire un maggior sviluppo longitudinale del palcoscenico stesso e della platea.
La capienza del Teatro è oggi di 255 posti complessivi.